# Septembre 1820

## Événements
- 8 septembre : débarquement de José de San Martín à la baie de Paracas, près de Pisco[1]. Début de la Guerre d'indépendance du Pérou.

- 13 septembre (1er septembre du calendrier julien) : ouverture du deuxième Sejm (assemblée) du royaume de Pologne[2]. Une poussée libérale s’exerce sous l’influence de Benjamin Constant et des Français ; le leader Vincent Niemojowski engage la lutte contre la censure. Le tsar, qui assiste à l’une des séances, est indigné des propos de l’opposition libérale à l’égard de la monarchie : pendant quatre ans, il ne convoque plus le Sejm. La vie politique se développe alors avec des sociétés secrètes, comme en Europe occidentale[3].

## Naissances
- 17 septembre : Louis Bacquin, homme politique belge († 28 juillet 1862).
- 29 septembre : Henri d'Artois, duc de Bordeaux, fils du duc de Berry († 24 août 1883).